# Ben Stiller
Benjamin Edward "Ben" Stiller, född 30 november 1965 i New York, är en amerikansk skådespelare, komiker, regissör, filmproducent och författare.
Som många andra amerikanska komiker medverkade Stiller tidigt i sin karriär i programmet Saturday Night Live.
Stiller ingår i vad media brukar kalla Frat Pack tillsammans med Will Ferrell, Jack Black, Vince Vaughn, Owen Wilson, Steve Carell och Luke Wilson. Namnet är en referens till filmen Old School där Vaughn, Ferrell och Luke Wilson medverkar. De har fått det namnet med anledning av det stora antal filmer som dessa sju skådespelare har medverkat i.
Stiller är son till skådespelarna Jerry Stiller och Anne Meara. Även hans yngre syster Amy Stiller är skådespelare. Mellan år 2000 och 2017 var han gift med skådespelaren Christine Taylor och tillsammans har de två barn.

## Filmografi i urval
- 1987 – Solens rike – Dainty
- 1994 – Reality Bites (även regi) – Michael
- 1996 – Happy Gilmore – Nursing Home Orderly Man
- 1996 – Cable Guy (även regi) – Sam Sweet/Stan Sweet
- 1998 – Den där Mary – Ted Stroehmann
- 1998 – Permanent Midnight – Jerry Stahl
- 1999 – Mystery Men – Mr. Rasande
- 1999 – Black and White – Mark Clear
- 2000 – Tro, hopp, kärlek – Rabbi Jake Schram
- 2000 – Släkten är värst – Gaylord "Greg" Focker
- 2001 – Zoolander (även regi, manus och produktion) – Derek Zoolander
- 2001 – Royal Tenenbaums – Chas Tenenbaum
- 2002 – Orange County – Firefighter
- 2003 – Pauly Shore is Dead – Han själv
- 2003 – Duplex (även produktion) – Alex Rose
- 2004–2007 – Simma lugnt, Larry! (gäst i TV-serie) – Sig själv (4 avsnitt)
- 2004 – ...och så kom Polly – Reuben Feffer
- 2004 – Starsky & Hutch (även produktion) – David Starsky
- 2004 – Envy – Tim Dingman
- 2004 – Dodgeball (även produktion) – White Goodman
- 2004 – Anchorman – Arturo Mendes
- 2004 – Familjen är värre – Gaylord "Greg" Focker
- 2005–2013 – Arrested Development (gästroll i TV-serie) – Tony Wonder (5 avsnitt)
- 2005 – Madagaskar – Lejonet Alex (röst)
- 2006 – Nördskolan – Lonnie
- 2006 – Tenacious D: Världens bästa rockband (även produktion) – Gitarrcenter-killen
- 2006 – Natt på museet – Larry Daley
- 2007 – Blades of Glory (endast produktion inte med i filmen)
- 2007 – The Heartbreak Kid – Eddie
- 2008 – Tropic Thunder (även regi, manus och produktion) – Tugg Speedman
- 2008 – Madagaskar 2 – Alex (röst)
- 2009 – Night at the Museum 2: Battle of the Smithsonian (videospel) – Larry Daley (röst)
- 2009 – Natt på museet 2 – Larry Daley
- 2009 – The Marc Peace Experience – Jon Gribble
- 2009 – God jul, Madagaskar – Alex (röst)
- 2010 – Greenberg – Roger Greenberg
- 2010 – The Trip (TV-serie) – Sig själv
- 2010 – Megamind – Bernard (röst) (även produktion)
- 2010 – Little Fockers – Gaylord "Greg" Focker
- 2011 – Submarine – Opera sångare
- 2011 – Tower Heist – Josh Kovacs
- 2012 – Madagaskar 3 – Alex (röst)
- 2012 – Grannpatrullen – Evan Trautwig
- 2013 – Madly Madagascar – Alex (röst)
- 2013 – The Secret Life of Walter Mitty (även regi och produktion) – Walter Mitty
- 2014 – While We're Young – Josh
- 2014 – Natt på museet: Gravkammarens hemlighet – Larry Daley
- 2016 – Zoolander 2 (även regi, manus och produktion) – Derek Zoolander
- 2016 – Don't Think Twice  – Sig själv
- 2017 – Yeh Din Ka Kissa
- 2017 – Brad's Status – Brad
- 2025 – Happy Gilmore 2